# 維克斯堡 (密蘇里州)
維克斯堡（英語：Vicksburg）是位於美國密蘇里州佩米斯科特縣的非建制地區。

## 歷史
維克斯堡的郵局於1913年設立，其後於1917年停運。

## 地理
維克斯堡所處的海拔為高於海平面79米（即259英呎），而該地所採用的時區為UTC-6，即北美中部時區（CST）。同時該地設有夏令時間，為UTC-6調快一小時，即UTC-5（CDT）。